# とまりれん
とまり れん（1951年4月 - ）は、日本の作詞家・作曲家。広島県尾道市出身。本名・藤本貢。「氷雨」の作者として知られる。

## 概要
瀬戸内海、尾道市沖、南東10キロの百島の生まれ。芸名「とまり」は島の地区名・泊から付けた。1970年高校を卒業後、歌手を目指して上京する。バンドボーイを経て、歌謡漫談「サン・サンズ」のメンバーに加入。1976年、西麻布でスナックを経営しながら創作活動を続け、1977年に「氷雨」を作詞・作曲。同年暮れ、佳山明生が同曲でデビューする。当初は全く売れなかったが、粘り強く歌い続けると、有線から徐々に火が付き、5年後の1982年に日野美歌らの競作により大ヒットとなった。1983年、第25回日本レコード大賞ロングセラー賞など、多くの賞を受賞した。
1996年に母親が倒れたため、とまりは家族で百島に帰郷。現在百島でも創作活動を続けている。他作品に「わがまま」「よりを戻して」「あばずれ」「ふるさとの子守唄」「氷雨2」などがある。

## 作品
- 氷雨（佳山明生、日野美歌）